# Poljanskogo
Poljanskogo är en sjö i Antarktis. Den ligger i Östantarktis. Australien gör anspråk på området. Poljanskogo ligger 20 meter över havet.